# Municipio de Bordulac
El municipio de Bordulac (en inglés: Bordulac Township) es un municipio ubicado en el condado de Foster en el estado estadounidense de Dakota del Norte. En el año 2010 tenía una población de 75 habitantes y una densidad poblacional de 0,81 personas por km².

## Geografía
El municipio de Bordulac se encuentra ubicado en las coordenadas 47°21′47″N 98°56′11″O / 47.36306, -98.93639. Según la Oficina del Censo de los Estados Unidos, el municipio tiene una superficie total de 92.99 km², de la cual 88,13 km² corresponden a tierra firme y (5,23 %) 4,86 km² es agua.

## Demografía
Según el censo de 2010, había 75 personas residiendo en el municipio de Bordulac. La densidad de población era de 0,81 hab./km². De los 75 habitantes, el municipio de Bordulac estaba compuesto por el 100 % blancos. Del total de la población el 0 % eran hispanos o latinos de cualquier raza.